# Resende
|  | Aquest article tracta sobre el municipi de Portugal. Vegeu-ne altres significats a «Resende (Rio de Janeiro)». |

Resende és un municipi portuguès, situat al districte de Viseu, a la regió del Nord i a la Subregió del Tâmega. L'any 2004 tenia 11.974 habitants. Es divideix en 15 freguesies. Limita al nord amb Baião i Mesão Frio, a l'est amb Lamego, al sud amb Castro Daire i a l'oest amb Cinfães.

## Població
| Població del concelho de Resende (1801 – 2004) | Població del concelho de Resende (1801 – 2004) | Població del concelho de Resende (1801 – 2004) | Població del concelho de Resende (1801 – 2004) | Població del concelho de Resende (1801 – 2004) | Població del concelho de Resende (1801 – 2004) | Població del concelho de Resende (1801 – 2004) | Població del concelho de Resende (1801 – 2004) | Població del concelho de Resende (1801 – 2004) |
| ---------------------------------------------- | ---------------------------------------------- | ---------------------------------------------- | ---------------------------------------------- | ---------------------------------------------- | ---------------------------------------------- | ---------------------------------------------- | ---------------------------------------------- | ---------------------------------------------- |
| 1801                                           | 1849                                           | 1900                                           | 1930                                           | 1960                                           | 1981                                           | 1991                                           | 2001                                           | 2004                                           |
| 4128                                           | 3506                                           | 19334                                          | 21894                                          | 20226                                          | 15356                                          | 13675                                          | 12370                                          | 11978                                          |

## Freguesies
- Anreade
- Barrô
- Cárquere
- Feirão
- Felgueiras
- Freigil
- Miomães
- Ovadas
- Panchorra
- Paus
- Resende
- São Cipriano
- São João de Fontoura
- São Martinho de Mouros
- São Romão de Aregos